# Luscio Lanuvino
Luscio Lanuvino (en latín Luscius Lanuuinus, floruit siglo II a. C.) fue un comediógrafo romano.
Admirador de Menandro, escribió comedias del género de la fábula paliata, de las que no se ha conservado ninguna. Fue miembro del collegium scribarum histrionumque, una asociación fundada en el 207 a. C. después de la composición, por parte de Livio Andrónico, del himno a Juno Reina. 
Dirige muchas críticas a las obras de su contemporáneo más joven Publio Terencio Afer, quien se defiende de las acusaciones de Luscio en los prólogos de sus obras. Fue definido por el mismo Terencio como «vetus» («viejo») e «malévolo» («malevolo»), Luscio sostiene que las paliatas de su rival en realidad eran obra de sus protectores, Publio Cornelio Escipión Emiliano y Cayo Lelio Sapiens, y que carecían del ritmo y de la comicidad de las paliatas de Plauto.
Siguiendo el ejemplo de Cecilio Estacio, Luscio se opuso a la práctica de la contaminatio, muy usada en la paliata de Plauto y de Terencio: el mismo Luscio acusó a Terencio de haber contaminado, en su Andria, las comedias Andria y Perinzia de Menandro. Luscio sostiene finalmente que Terencio había plagiado las obras de Gneo Nevio y de Plauto, de las que habría tomado los personajes del parasitus y el miles gloriosus, que ellos a su vez habían tomado de la Comedia nueva.
Obtienen el noveno puesto en el canon de los comediógrafos que escribió el erudito del siglo I a. C. Volcacio Sedigito:

multos incertos certare hanc rem vidimus,
palmam poetae comico cui deferant.
eum meo iudicio errorem dissolvam tibi,
ut, contra si quis sentiat, nihil sentiat.
Caecilio palmam Statio do comico.
Plautus secundus facile exsuperat ceteros.
dein Naevius, qui fervet, pretio in tertiost.
si erit, quod quarto detur, dabitur Licinio.
post insequi Licinium facio Atilium.
in sexto consequetur hos Terentius,
Turpilius septimum, Trabea octavum optinet,
nono loco esse facile facio Luscium,
decimum addo causa antiquitatis Ennium.
Aulo Gelio, Noches áticas 15.24.